# Tête de fourche
 (octobre 2023).
Si vous disposez d'ouvrages ou d'articles de référence ou si vous connaissez des sites web de qualité traitant du thème abordé ici, merci de compléter l'article en donnant les références utiles à sa vérifiabilité et en les liant à la section « Notes et références ».
Pour les articles homonymes, voir Tête et Fourche (homonymie).

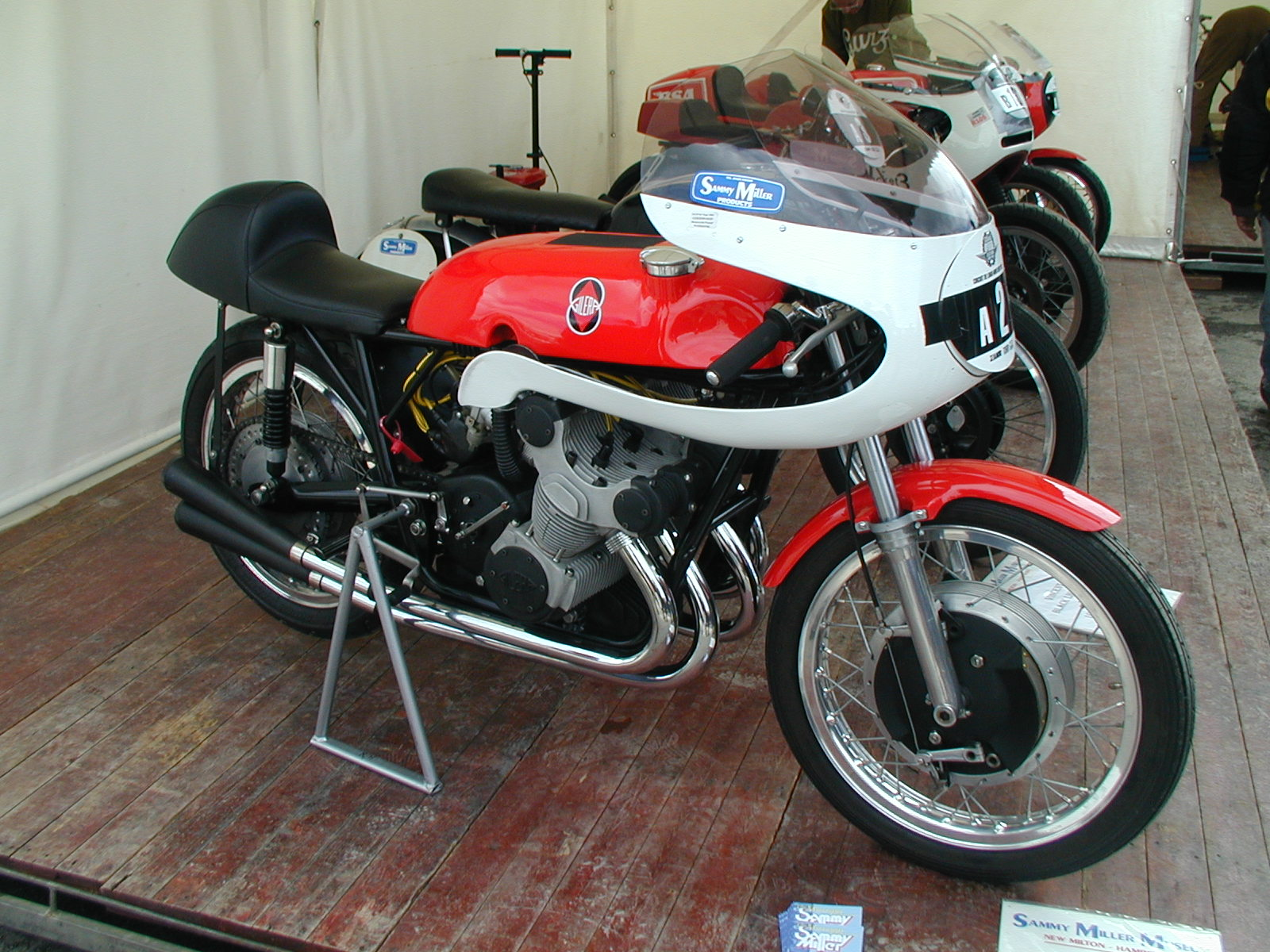
Une Gilera de compétition arborant une tête de fourche

Un carénage tête de fourche est un petit profilage installé à l'avant d'une moto, destiné à améliorer la pénétration dans l'air et à protéger le pilote de la pression de l'air.
La tête de fourche est soit fixée à une structure mobile, tournant avec le guidon, soit fixée au cadre, mais toujours, comme son nom l'indique, en haut de la fourche.
La tête de fourche est de hauteur et de largeur variables. Certaines sont de simples saute-vent.
Bien que les motocyclistes aient commencé à équiper leurs motos de cet accessoire dès la fin des années 1960, les fabricants continuèrent à livrer les motos nues jusqu'à 1973 (BMW R 90 S).
De nos jours, le terme désigne généralement les parties solidaires du guidon (sur un trail ou un roadster par exemple).